# OCLC
OCLC, Inc. es una organización cooperativa sin fines de lucro "dedicado a los propósitos públicos de promover el acceso a la información mundial y reducir los costos de información". Fue fundado por Frederick Kilgour en 1967. Originalmente se llamó Ohio College Library Center, luego se llamó Online Computer Library Center en línea a medida que se expandía. En 2017, el nombre se cambió formalmente a OCLC, Inc. Las bibliotecas miembro de OCLC producen y mantienen cooperativamente WorldCat, el catálogo en línea de acceso público más grande del mundo. OCLC está financiado principalmente por las tarifas que las bibliotecas deben pagar por sus servicios. OCLC también mantiene el sistema de Clasificación Decimal de Dewey (CDD).

## Cómo funciona
Investigadores, estudiantes, facultades, bibliotecarios profesionales y otras personas que buscan información usan los servicios de OCLC para obtener información bibliográfica, sumarios y textos completos donde y cuando lo necesitan.
OCLC y sus bibliotecas miembros producen cooperativamente y mantienen WorldCat - la OCLC Online Union Catalog, el mayor catálogo de acceso público en línea (OPAC) del mundo. WorldCat contiene registros de la mayoría de bibliotecas públicas y privadas de todo el mundo. WorldCat está disponible a través de muchas redes de bibliotecas y universidades.
El programa Open WorldCat crea registros de materiales propiedad de bibliotecas en la base de datos WorldCat de OCLC para las webs más populares de búsqueda, sitios bibliográficos y de venta de libros de Internet.
Se puede acceder a los registros de Open WorldCat desde las búsquedas avanzadas de Google o Yahoo, limitando la búsqueda al sitio o dominio "worldcatlibraries.org." En otoño de 2004, se amplió la colección de Open WorldCat incluyendo información sobre todos los registros de WorldCat.
En octubre de 2005, el equipo técnico del OCLC inició un proyecto wiki que permite a los lectores y bibliotecarios añadir comentarios e información estructurada asociada con cualquier registro de WorldCat.

## Sistema Dewey de clasificación
La OCLC adquirió los derechos de autor y marcas registradas asociadas al sistema Dewey de clasificación al comprar Forest Press en 1988.